# Муезерский
Муезе́рский (карел. Mujejärvi) — посёлок городского типа в Карелии России. Административный центр Муезерского района, образует Муезерское городское поселение.
Расположен в центральной части Западно-Карельской возвышенности, на левом берегу реки Муезерка.

## История
Ещё с XVI века здесь располагалась карельская деревня Муезеро.
В 1927 году в составе Автономной Карельской ССР были образованы Ругозерский и Ребольский районы.
В 1930-х годах на территории Ругозерского района в связи с лесоразработками возникло поселение лесозаготовителей. Поселение располагалось в 20 км от деревни Муезеро.
Зимой 1939—1940 годов территория приграничного Ребольского района стала зоной боевых действий советско-финской «зимней войны». С 1941 по 1944 год территория была оккупирована Финляндией.
В годы войны деревня Муезеро, как и многие другие деревни, была уничтожена.
После 1945 в Ребольском районе были построены жилые дома, школа, больница. Тогда же строилась шоссейная дорога (А134) протяжённостью в 217 километров от Ребол до железнодорожной станции Кочкома. Её строительство было начато до 1941 года.
В 1949 году от станции Суоярви на север началось строительство Западно-Карельской железной дороги.
В 1958 году Ругозерский район был упразднён, а его территория включена в состав Сегежского района.
В 1962 году было открыто движение до станции Муезерка на протяжении 236 км. Впоследствии линии продлили до станции Юшкозеро.

### Посёлок
В 1965 году посёлок, образовавшийся при станции Муезерка Тикшинского сельсовета Сегежского района, был отнесён к категории рабочих посёлков городского типа. Посёлку было присвоено наименование Муезерский.
В 1966 году министерству транспортного строительства было предписано обеспечить проведение в 1967—1968 годах изыскательных работ на строительство новых лесовозных железных линий широкой колеи Вача — Муезерка. Однако в итоге дорогу так и не построили.
30 декабря 1966 года указом Президиума Верховного Совета РСФСР был образован Муезерский район с центром в посёлке Муезерский.
В 1968 году было создано Муезерское стройуправление «Кареллесстроя».
В 1977 году было закончено строительство радиорелейной линии Надвоицы — Муезерский. А в июне того же года в посёлке Муезерский проводились Всесоюзные соревнования вальщиков леса «Лесоруб-77».

## Климат
- Среднегодовая температура воздуха — 1,3 °C
- Относительная влажность воздуха — 78,1 %
- Средняя скорость ветра — 3,1 м/с

| Среднесуточная температура воздуха в Муезерском по данным NASA | Среднесуточная температура воздуха в Муезерском по данным NASA | Среднесуточная температура воздуха в Муезерском по данным NASA | Среднесуточная температура воздуха в Муезерском по данным NASA | Среднесуточная температура воздуха в Муезерском по данным NASA | Среднесуточная температура воздуха в Муезерском по данным NASA | Среднесуточная температура воздуха в Муезерском по данным NASA | Среднесуточная температура воздуха в Муезерском по данным NASA | Среднесуточная температура воздуха в Муезерском по данным NASA | Среднесуточная температура воздуха в Муезерском по данным NASA | Среднесуточная температура воздуха в Муезерском по данным NASA | Среднесуточная температура воздуха в Муезерском по данным NASA | Среднесуточная температура воздуха в Муезерском по данным NASA |
| Янв                                                            | Фев                                                            | Мар                                                            | Апр                                                            | Май                                                            | Июн                                                            | Июл                                                            | Авг                                                            | Сен                                                            | Окт                                                            | Ноя                                                            | Дек                                                            | Год                                                            |
| −11,7 °C                                                       | −10,7 °C                                                       | −6,2 °C                                                        | −0,6 °C                                                        | 7,2 °C                                                         | 13,4 °C                                                        | 16,1 °C                                                        | 13,2 °C                                                        | 8,0 °C                                                         | 1,9 °C                                                         | −5,6 °C                                                        | −10,1 °C                                                       | 1,3 °C                                                         |
| -------------------------------------------------------------- | -------------------------------------------------------------- | -------------------------------------------------------------- | -------------------------------------------------------------- | -------------------------------------------------------------- | -------------------------------------------------------------- | -------------------------------------------------------------- | -------------------------------------------------------------- | -------------------------------------------------------------- | -------------------------------------------------------------- | -------------------------------------------------------------- | -------------------------------------------------------------- | -------------------------------------------------------------- |

## Население
| 1970  | 1979  | 1989  | 2002  | 2009  | 2010  | 2012  | 2013  | 2014  |
| ----- | ----- | ----- | ----- | ----- | ----- | ----- | ----- | ----- |
| 2773  | ↗3826 | ↗4400 | ↘4007 | ↘3833 | ↘3328 | ↘3216 | ↘3157 | ↘3034 |
| 2015  | 2016  | 2017  | 2018  | 2019  | 2020  | 2021  | 2023  |       |
| ↘2966 | ↘2926 | ↘2862 | ↘2854 | ↘2816 | ↘2726 | ↘2604 | ↘2507 |       |

По итогам переписи населения 2020 года проживали следующие национальности (национальности менее 0,1 % и другое, см. в сноске к строке «Другие»):
| Национальность | Численность, чел. | Доля     |
| -------------- | ----------------- | -------- |
| Русские        | 1958              | 75,19 %  |
| Белорусы       | 222               | 8,53 %   |
| Карелы         | 171               | 6,57 %   |
| Украинцы       | 53                | 2,04 %   |
| Финны          | 23                | 0,88 %   |
| Чуваши         | 9                 | 0,35 %   |
| Литовцы        | 8                 | 0,31 %   |
| Поляки         | 7                 | 0,27 %   |
| Узбеки         | 6                 | 0,23 %   |
| Азербайджанцы  | 5                 | 0,19 %   |
| Татары         | 4                 | 0,15 %   |
| Вепсы          | 4                 | 0,15 %   |
| Даргинцы       | 3                 | 0,12 %   |
| Другие         | 131               | 5,02 %   |
| Итого          | 2604              | 100,00 % |

## Экономика
Лесная промышленность — Муезерский комплексный леспромхоз.
Распоряжением Правительства РФ от 29 июля 2014 года № 1398-р «Об утверждении перечня моногородов» пгт включён в категорию «Монопрофильные муниципальные образования Российской Федерации (моногорода) с наиболее сложным социально-экономическим положением».

## Достопримечательности
- Братская могила советских пограничников, погибших в июле 1941 года. В могиле захоронен 81 курсант школы младшего командного состава Карело-Финского пограничного округа[26].
- Памятник бойцам 32-го парашютно-десантного отряда особого назначения Карельского фронта[27][28].

## Транспорт
В посёлке расположена железнодорожная станция Муезерка линии Суоярви — Костомукша Октябрьской железной дороги, в 236 км от Суоярви I. На 2019 год по станции проходят пассажирские поезда РЖД/ФПК сообщением Петрозаводск — Костомукша — Петрозаводск и Санкт-Петербург — Костомукша — Санкт-Петербург.
К посёлку подходят автомобильные дороги 86К-172 («Подъезд к п. Муезерский») и 86К-7 («Муезерский — Гимолы — Поросозеро»). Осуществляется автобусное сообщение с Петрозаводском.